# Джабарин, Юсеф
Юсеф Джабарин (араб. يوسف تيسير جبارين‎, ивр. יוסף תיסיר ג'בארין‎, род. 23 февраля 1972, Умм-эль-Фахм, Хадера) — израильский учёный и политик, этнический араб. С 2015 по 2021 год он был депутатом Кнессета от Хадаш и Объединённого списка.

## Биография
Джабарин родился в Умм-эль-Фахме. Он изучал право в Еврейском университете в Иерусалиме, получив степень бакалавра права в 1995 году. Он получил степень магистра права в Вашингтонском юридическом колледже Американского университета в Вашингтоне, округ Колумбия, который окончил в 1997 году, и получил степень доктора философии в Школе права Джорджтаунского университета в 2003 году. Он читал лекции в Вашингтонском юридическом колледже с 2002 по 2003 год и в Центре еврейских исследований Университета Мэриленда в 2003 году, а затем стал преподавателем юридического факультета Хайфского университета и Тель-Авивского университета в 2004 году. Он прекратил преподавать в Тель-Авивском университете в 2009 году и стал преподавателем Тель-Хайского академического колледжа. Он также возглавляет Арабский центр права и политики Дирасат в Назарете и с 1997 по 2000 год был директором по правовым вопросам северного отделения Ассоциации за гражданские права в Израиле.

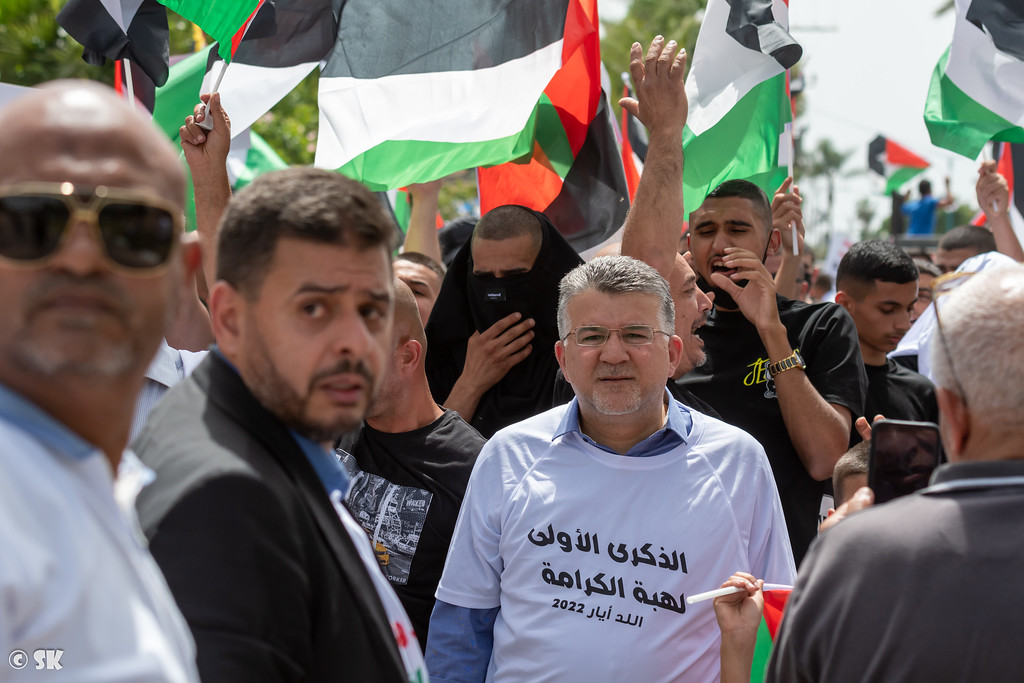
Юсеф Джабарин на митинге в Лоде

Член Хадаш, перед выборами 2015 года он занимал десятое место в списке «Объединённого списка» — альянса Хадаш, Балада, Исламского движения, Объединённого арабского списка и Тааля. Он был избран в Кнессет, поскольку альянс получил 13 мест. На выборах в апреле 2019 года Хадаш баллотировалась в союзе с Таалем; Джабарин занял шестое место в списке и был переизбран, поскольку партии получили шесть мест. Объединённый список был реформирован к выборам в сентябре 2019 года, и Джабарин занял десятое место. Он остался депутатом, поскольку альянс получил 13 мест. На выборах в марте 2020 года он снова занял десятое место в списке «Объединённого списка» и был переизбран. Перед выборами 2021 года он занимал восьмое место в «Объединённом списке», но потерял своё место, поскольку позиции альянса сократились до шести мест.